# Eragrostis attenuata
Eragrostis attenuata är en gräsart som beskrevs av Albert Spear Hitchcock. Eragrostis attenuata ingår i släktet kärleksgrässläktet, och familjen gräs. Inga underarter finns listade i Catalogue of Life.